# Die Jagd beginnt
Die Jagd beginnt ist der zweite von vierzehn Romanen (in der deutschen Erstausgabe sind es 37) in der High-Fantasy-Saga Das Rad der Zeit des US-amerikanischen Autors  Robert Jordan. Er wurde erstmals 1990 als The Great Hunt veröffentlicht. Auf Deutsch ist der Roman in zwei Teilen, Die große Jagd und Das Horn von Valere, in der Übersetzung durch Uwe Luserke 1993 bei Heyne erschienen. Eine Gesamtübersetzung unter dem Titel Die Jagd beginnt erschien 2004 bei Piper.
Die Geschichte handelt von den jungen Helden Rand al’Thor, Mat Cauthon und Perrin Aybara, die sich shienarischen Soldaten anschließen, um das Horn von Valere zu bergen. Zur gleichen Zeit gehen Egwene al’Vere, Nynaeve al’Meara und Elayne Trakand zur Weißen Burg in Tar Valon, um Aes Sedai zu werden. Schließlich dringt eine exotische Armee an der Westküste ein.

## Handlung
Bei Fal Dara in Shienar werden die Protagonisten nach den Ereignissen in Das Auge der Welt vom Amyrlin-Sitz, Siuan Sanche besucht, die Rand al 'Thor als den wiedergeborenen Drachen erkennt. Mats Zustand verschlechtert sich durch seine psychische Bindung an einen parasitären Dolch. Lan Mandragoran unterweist Rand im Schwertkampf. Der Schattenfreund Padan Fain wird eingesperrt, aber anschließend von den dunklen Mächten befreit, die das Horn von Valere und den befleckten Dolch stehlen. Rand, Perrin Aybara und Mat begleiten eine shienaranische Gruppe bei der Verfolgung in Richtung Süden, unter der Führung von Lord Ingtar und geleitet von einem Fährtenleser namens Hurin. Nynaeve al'Meara und Egwene al'Vere begleiten Moraine zum Aes Sedai-Training nach Tar Valon, wo sie sich mit Elayne Trakand und der Seherin Min anfreunden. In Tar Valon besteht Nynaeve den Test und wird sofort als Aufgenommene eingestuft. Eine Aufgenommene ist ein Rang, der über den Novizinnen steht. Üblicherweise werden Frauen erst Novizinnen, bevor sie weiter aufsteigen. 
Rand, Loial und Hurin werden von der Shienaran-Gruppe getrennt und in eine andere Welt transportiert; ähnlich wie ihre eigenen, aber verlassen und verzerrt. Rand vermutet, dass er den Portalstein aktiviert hat, indem er unbewusst Saidin (die eine Macht) im Schlaf benutzt hat, obwohl Egwene träumt, dass eine mysteriöse Frau (später als Lanfear identifiziert) dafür verantwortlich ist. Rands Kampf, seine Fähigkeiten zu akzeptieren, ist ein wiederkehrendes Element in dem Roman. In dieser alternativen Welt trifft Rand auf Ba'alzamon und lässt sich in einem Kampf das Bild eines Reihers (abgebildet im Heft seines Schwertes) in seine Handfläche brennen. Später kehren sie mit Hilfe der mysteriösen, aber schönen Selene in seine eigene Welt zurück, vor Fains und Ingtars Gruppe. Nachdem sie das getan haben, bergen sie das Horn und den Dolch. In Verlegenheit, Rands Verschwinden zu erklären, verfolgt Lord Ingtars Gruppe Padan Fain mit Hilfe von Perrin, der eine telepathische Fähigkeit verwendet, um mit Wölfen zu kommunizieren.
Rands Gruppe reist nach Cairhien, wo Rand den Gaukler Thom Merrilin findet, den er in Die Suche nach dem Auge der Welt für tot hielt. Rand und Loial werden von Trollocs (den bestialischen Fußsoldaten des Dunklen) angegriffen und zerstören während ihrer Flucht den Kapitelsaal der Gilde der Feuerwerker, einer Gesellschaft, die Kenntnisse über Feuerwerk besitzt. Das Horn von Valere und der Dolch sind wieder verloren. Später wird Thoms Lehrling Dena wegen Thoms Beteiligung an Rands Bemühungen ermordet.
Mit Hilfe von Perrin wird Ingtars Gruppe mit Rand wieder vereint und sie erfahren, dass das Horn in die Hafenstadt Falme auf der Toman-Halbinsel gebracht wurde. Um Zeit zu gewinnen, versucht Rand, sie durch eine andere Welt zu führen, verliert aber stattdessen Zeit. Inzwischen haben die eindringenden Seanchaner und ihre exotischen Bestien Falme besetzt. Geofram Bornhald, Anführer der eifrigen religiösen Gruppe Kinder des Lichts, bereitet sich darauf vor, die Seanchaner anzugreifen. Am Weißen Turm lockt Liandrin Egwene und Nynaeve zusammen mit Elayne und Min zur Toman-Halbinsel, wo Min von den Seanchanern gefangen genommen und Egwene mit einem a' dam (ein Gerät, das von den Seanchanerinnen verwendet wird, um Weberinnen der Macht zu kontrollieren) Nynaeve und Elayne entkommen.
In Falme tötet Rand Hochlord Turak von Seanchan, bevor er mit Horn und Dolch entkommt. Ingtar offenbart sich als Schattenfreund, aber erlöst sich selbst, als er im Kampf für Rands Gruppe stirbt. Elayne und Nynaeve retten Egwene vor den Seanchanern und versuchen, aus der Stadt zu fliehen. In diesem Moment greifen auch die Weißmäntel (Kinder des Lichts) an und setzen die Helden zwischen den Seanchanern und den Weißmänteln gefangen; woraufhin Mat das Horn von Valere bläst und tote Helden wiederbelebt, darunter Artur Falkenflügel, die die Seanchaner besiegen und verschwinden. Rand selbst besiegt Ba'alzamon, wird aber selbst verwundet und projiziert dabei ein Bild ihres Duells an zahlreiche Völker.

## Ausgaben
- The Great Hunt. Tor, 1990, ISBN 0-812-50048-2.
  - Die große Jagd. Heyne, 1993, ISBN 3-453-06581-6.
  - Das Horn von Valere. Heyne, 1993, ISBN 3-453-06582-4.
  - Gesamtübersetzung: Die Jagd beginnt. Piper, 2004, ISBN 3-492-70082-9.